# 술리아주

술리아 주의 위치

술리아주(스페인어: Estado Zulia)는 베네수엘라 북서부에 위치한 주로 주도는 마라카이보이며 면적은 63,100km2, 인구는 3,704,404명(2007년 기준)이다. 1864년에 신설되었으며 21개 지방 자치체를 관할한다. 서쪽으로는 콜롬비아와 국경을 접하며 동쪽으로는 팔콘 주와 라라 주, 남쪽으로는 타치라 주, 메리다 주, 트루히요 주와 접한다.